# روژه فرای (بازیکن فوتبال)
روژه فرای (انگلیسی: Roger Fry؛ زادهٔ ۱۸ اوت ۱۹۴۸) بازیکن فوتبال اهل بریتانیا است.
از باشگاه‌هایی که در آن بازی کرده‌است می‌توان به باشگاه فوتبال ساوت‌همپتون اشاره کرد.